# Đội tuyển bóng chuyền nam quốc gia Bulgaria

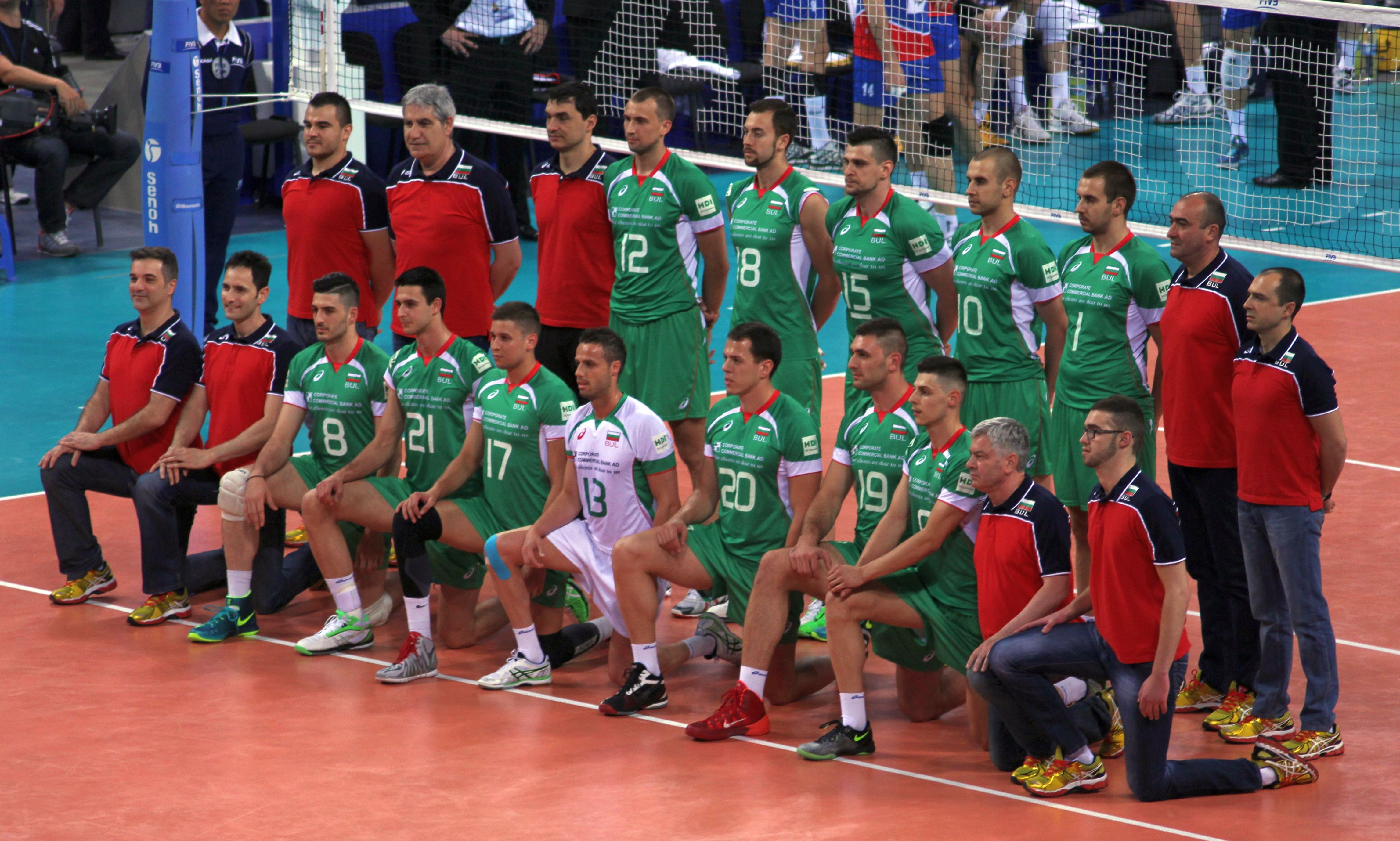
Đội tuyển năm 2014

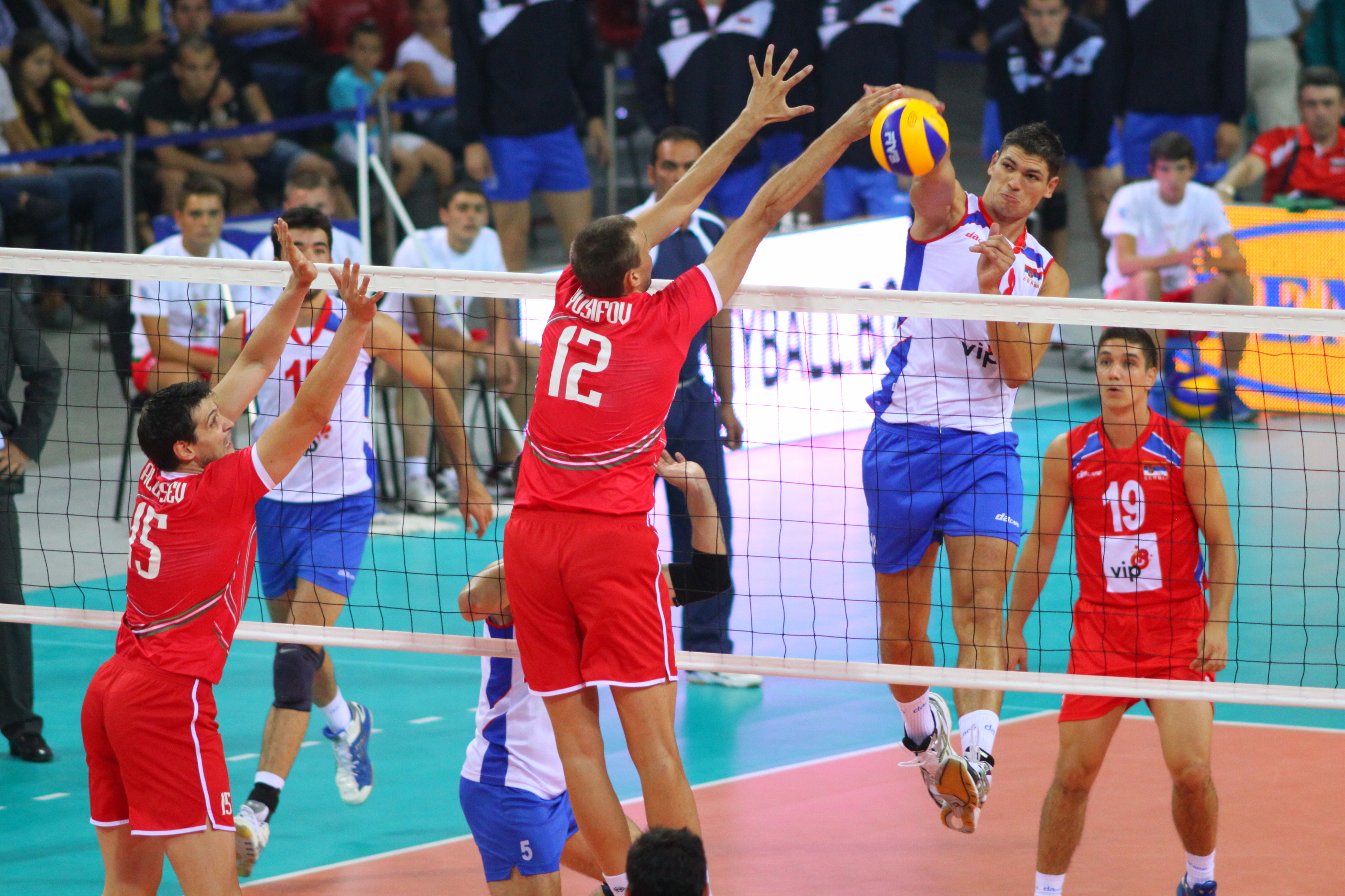
Một trận đấu giữa Bulgaria và Serbia năm 2011

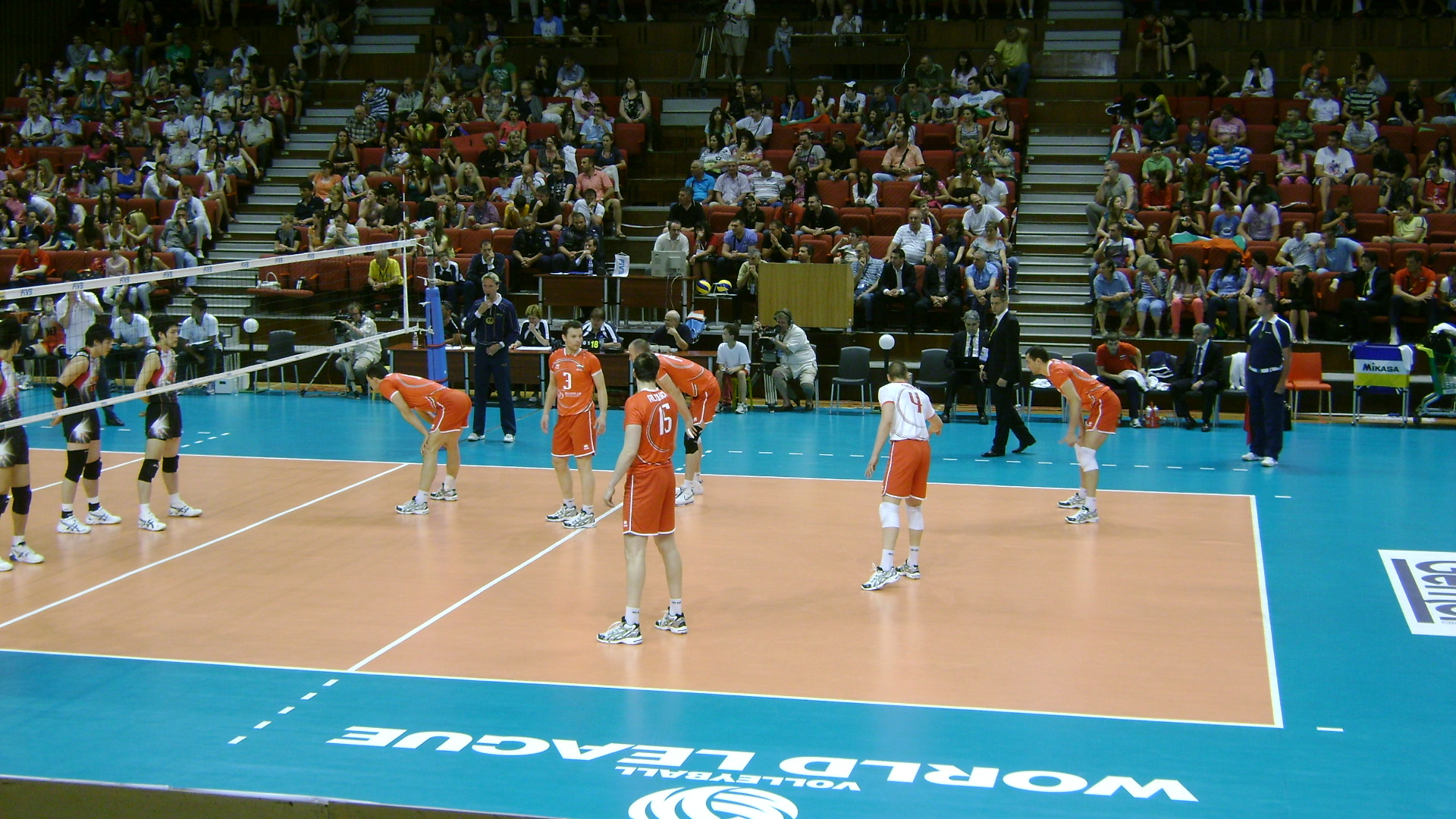
Đội tuyển tại giải World League 2011

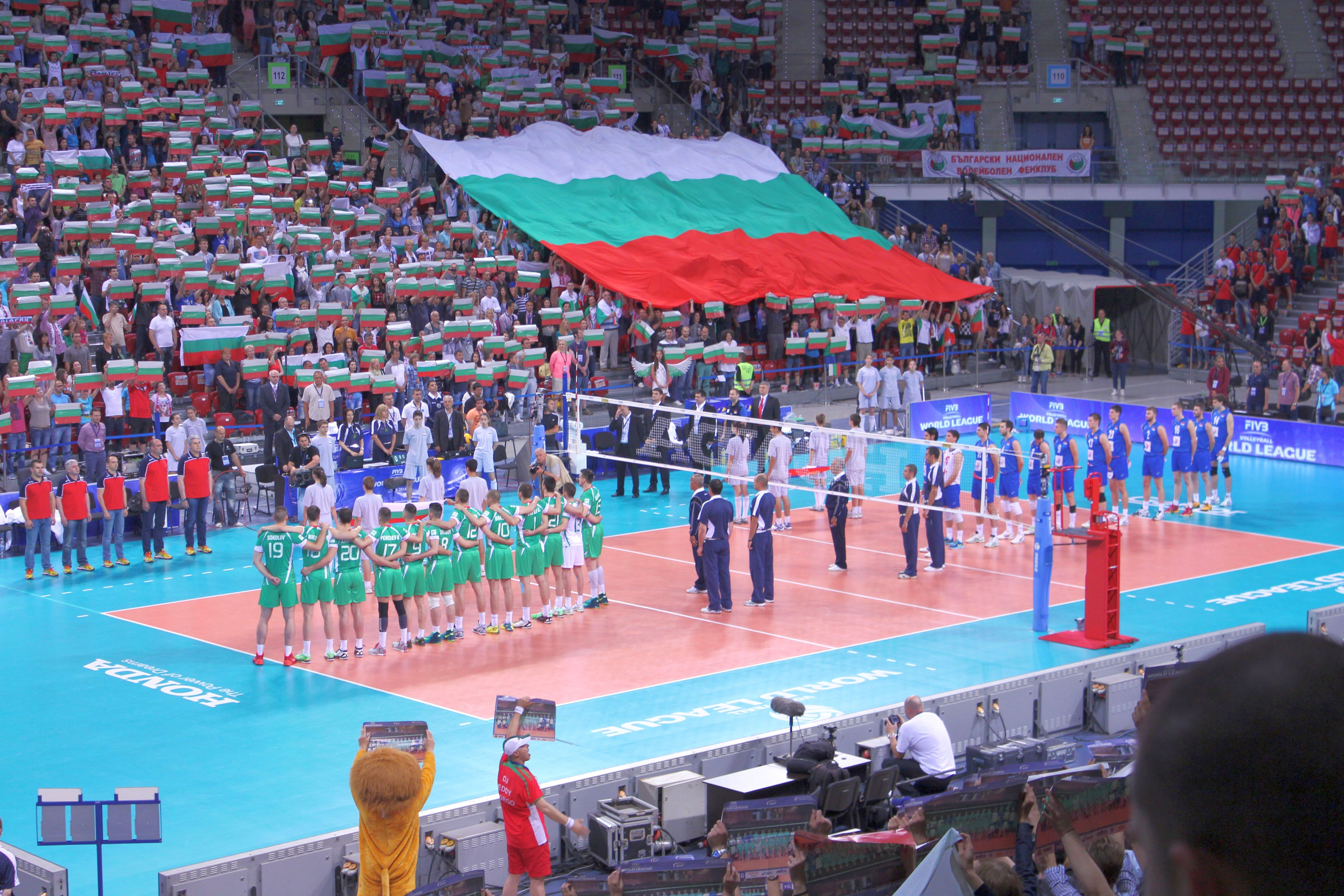
Một trận đấu giữa Bulgaria và Serbia năm 2014

Đội tuyển bóng chuyền nam quốc gia Bulgaria là đội bóng đại diện cho Bulgaria tại các cuộc thi tranh giải và trận đấu giao hữu bóng chuyền nam ở phạm vi quốc tế.

## Đội hình

### Đội hình hiện tại
Dưới đây là danh sách các thành viên đội tuyển nam quốc gia Bulgaria tham dự giải World League 2017.
Huấn luyện viên chính: Plamen Konstantinov
| Stt. | Tên                  | Ngày sinh            | Chiều cao           | Cân nặng        | Nhảy đập        | Nhảy chắn       | Câu lạc bộ năm 2016–17 |
| ---- | -------------------- | -------------------- | ------------------- | --------------- | --------------- | --------------- | ---------------------- |
| 1    | Georgi Bratoev       | 21 tháng 10 năm 1987 | 2,03 m (6 ft 8 in)  | 96 kg (212 lb)  | 340 cm (130 in) | 325 cm (128 in) | Lukoil Neftohimik      |
| 3    | Martin Atanasov      | 27 tháng 9 năm 1996  | 1,98 m (6 ft 6 in)  | 80 kg (180 lb)  | 350 cm (140 in) | 330 cm (130 in) | Dobrudzha 07           |
| 4    | Dimitar Marinkov     | 11 tháng 9 năm 1993  | 1,96 m (6 ft 5 in)  | 84 kg (185 lb)  | 328 cm (129 in) | 316 cm (124 in) | Dobrudzha 07           |
| 5    | Svetoslav Gotsev     | 31 tháng 8 năm 1990  | 2,05 m (6 ft 9 in)  | 97 kg (214 lb)  | 358 cm (141 in) | 335 cm (132 in) | Biosì Indexa Sora      |
| 6    | Rozalin Penchev      | 11 tháng 12 năm 1994 | 1,97 m (6 ft 6 in)  | 79 kg (174 lb)  | 337 cm (133 in) | 327 cm (129 in) | Top Volley Latina      |
| 7    | Jani Jeliazkov       | 15 tháng 9 năm 1992  | 2,05 m (6 ft 9 in)  | 90 kg (200 lb)  | 356 cm (140 in) | 328 cm (129 in) | Lukoil Neftohimik      |
| 8    | Todor Skrimov        | 9 tháng 1 năm 1990   | 1,91 m (6 ft 3 in)  | 87 kg (192 lb)  | 348 cm (137 in) | 330 cm (130 in) | Revivre Milano         |
| 9    | Lubomir Agontsev     | 26 tháng 8 năm 1987  | 1,90 m (6 ft 3 in)  | 87 kg (192 lb)  | 330 cm (130 in) | 320 cm (130 in) | Montana                |
| 11   | Georgi Seganov       | 10 tháng 6 năm 1993  | 1,98 m (6 ft 6 in)  | 83 kg (183 lb)  | 355 cm (140 in) | 325 cm (128 in) | Biosì Indexa Sora      |
| 12   | Viktor Yosifov (C)   | 16 tháng 10 năm 1985 | 2,04 m (6 ft 8 in)  | 100 kg (220 lb) | 350 cm (140 in) | 340 cm (130 in) | LPR Piacenza           |
| 13   | Teodor Salparov (L)  | 16 tháng 8 năm 1982  | 1,87 m (6 ft 2 in)  | 77 kg (170 lb)  | 320 cm (130 in) | 305 cm (120 in) | Zenit Kazan            |
| 14   | Teodor Todorov       | 1 tháng 9 năm 1989   | 2,08 m (6 ft 10 in) | 108 kg (238 lb) | 365 cm (144 in) | 345 cm (136 in) | Gazprom-Ugra Surgut    |
| 16   | Vladislav Ivanov (L) | 14 tháng 3 năm 1987  | 1,88 m (6 ft 2 in)  | 80 kg (180 lb)  | 320 cm (130 in) | 310 cm (120 in) | Levski Sofia           |
| 17   | Nikolay Penchev      | 22 tháng 5 năm 1992  | 1,97 m (6 ft 6 in)  | 87 kg (192 lb)  | 341 cm (134 in) | 335 cm (132 in) | PGE Skra Bełchatów     |
| 18   | Nikolay Nikolov      | 29 tháng 7 năm 1986  | 2,06 m (6 ft 9 in)  | 97 kg (214 lb)  | 350 cm (140 in) | 332 cm (131 in) | Lukoil Neftohimik      |
| 19   | Tsvetan Sokolov      | 31 tháng 12 năm 1989 | 2,06 m (6 ft 9 in)  | 100 kg (220 lb) | 370 cm (150 in) | 350 cm (140 in) | Cucine Lube Civitanova |
| 20   | Vladimir Stankov     | 9 tháng 8 năm 1996   | 1,86 m (6 ft 1 in)  | 80 kg (180 lb)  | 325 cm (128 in) | 320 cm (130 in) | CSKA Sofia             |
| 21   | Nikolay Kartev       | 20 tháng 9 năm 1995  | 2,02 m (6 ft 8 in)  | 90 kg (200 lb)  | 340 cm (130 in) | 330 cm (130 in) | Montana                |

### Lịch sử các huấn luyện viên
| - 1949–1950 – Valentin Ankov - 1951–1952 – Dimitar Elenkov - 1952–1955 – Georgi Krastev - 1957–1958 – Dimitar Elenkov - 1964–1971 – Dimitar Gigov - 1971–1972 – Todor Simov - 1979–1980 – Todor Piperkov - 1980–1982 – Tsvetan Pavlov - 1982–1983 – Vasil Simov - 1984–1986 – Bogdan Kjuchukov - 1991–1992 – Georgi Vasilev - 1992–1994 – Georgi Stoev - 1994–1994 – Brunko Iliev - 1994–1996 – Bogdan Kjuchukov - 1996–1997 – Stefan Sokolov - 1998–1999 – Georgi Vasilev - 1999–2000 – Brunko Iliev - 2000–2002 – Hristo Iliev - 2002–2003 – Assen Galabinov - 2003–2004 – Milorad Kijac - 2004–2005 – Brunko Iliev - 2005–2008 – Martin Stoev - 2009–2010 – Silvano Prandi - 2010–2012 – Radostin Stoychev - 2012–2012 – Nayden Naydenov - 2012–2014 – Camillo Placì - 2014–nay – Plamen Konstantinov |

## Nhà cung cấp và tài trợ
Bảng dưới đây liệt kê các nhà cung cấp trang thiết bị cho đội tuyển quốc gia Bulgaria.
| Thời gian | Nhà cung cấp |
| --------- | ------------ |
| 2002–     | Asics        |

### Nhà tài trợ
- Nhà tài trợ chính: Efbet
- Các đơn vị tài trợ khác: Vitosha Park Hotel, Honda và Asics.